# Gustavo Sangaré
Gustavo Sangaré (Bobo-Dioulasso, Burkina Faso, 8 de noviembre de 1996) es un futbolista burkinés. Juega de mediocampista y su equipo es el F. C. Noah de la Liga Premier de Armenia.

## Selección nacional
Es internacional con la selección de Burkina Faso desde el 12 de junio de 2021, debutando en la derrota 0-1 contra Marruecos. Posteriormente fue convocado para disputar la Copa Africana de Naciones 2021, marcando el gol inaugural del torneo contra Camerún.

### Participaciones en Copa Africana de Naciones
| Torneo                         | Sede            | Resultado        | Partidos | Goles |
| ------------------------------ | --------------- | ---------------- | -------- | ----- |
| Copa Africana de Naciones 2021 | Camerún         | Cuarto puesto    | 7        | 1     |
| Copa Africana de Naciones 2023 | Costa de Marfil | Octavos de final | 3        | 0     |

## Clubes
| Club              | País    | Año           |
| ----------------- | ------- | ------------- |
| Quevilly-Rouen-II | Francia | 2018          |
| Quevilly-Rouen    | Francia | 2019-2024     |
| F. C. Noah        | Armenia | 2024-presente |

## Palmarés

### Títulos nacionales
| Título                  | Club       | País    | Año  |
| ----------------------- | ---------- | ------- | ---- |
| Liga Premier de Armenia | F. C. Noah | Armenia | 2025 |
| Copa de Armenia         | F. C. Noah | Armenia | 2025 |